# Utilizzatori del Boeing 717

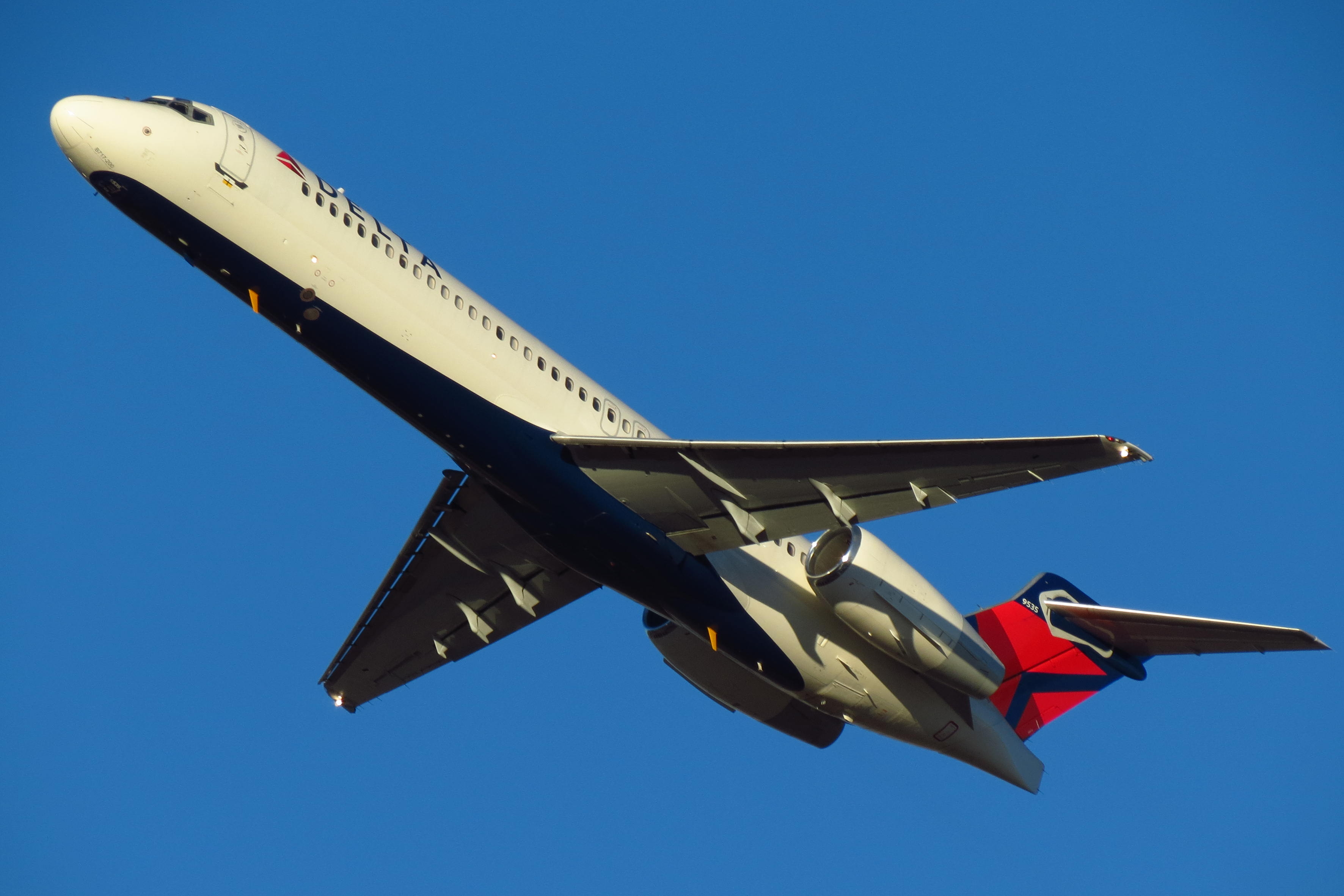
Un Boeing 717 di Delta Air Lines, l'utilizzatore principale di questo tipo di aereo.

Il Boeing 717 è un bimotore di linea prodotto dall'azienda statunitense Boeing dalla fine degli anni novanta.
Sviluppato dalla McDonnell Douglas come MD-95, venne in seguito commercializzato dalla Boeing come "Boeing 717" dopo l'acquisizione da parte della stessa Boeing della McDonnell Douglas nel 1997; occupa il settore dei velivoli passeggeri da 100 posti a sedere. È un aereo di terza generazione derivato dal Douglas DC-9 (il primo prodotto nel 1965) e dal McDonnell Douglas MD-80.
Il primo modello fu ordinato nell'ottobre del 1995 ed entrò in servizio nel 1999. La produzione cessò nel maggio del 2006 dopo 155 esemplari prodotti.

## Ordini e consegne
Legenda tabella:
- O/C: Ordini e consegne.
- OP: Esemplari operativi.

Note:
- dati aggiornati al febbraio 2024[1][2][3];
- il numero degli esemplari operativi è da considerarsi una stima più o meno accurata;
- alcuni utilizzatori hanno più aerei operativi che ordinati. Ciò è dovuto al fatto che le compagnie hanno comprato velivoli di seconda mano o hanno effettuato leasing, e questi non risultano come ufficiali nel conteggio degli ordini;
- il Boeing 717 non è più in produzione, tutti gli esemplari ordinati sono stati consegnati.

| Compagnia               | Compagnia                 | 717-200 | 717-200 |
| Stato                   | Nome                      | O/C     | OP      |
| ----------------------- | ------------------------- | ------- | ------- |
| Stati Uniti (bandiera)  | AirTran Airways           | 63      |         |
| Germania (bandiera)     | Bavaria                   | 5       |         |
| Stati Uniti (bandiera)  | Delta Air Lines           |         | 88      |
| Stati Uniti (bandiera)  | Hawaiian Airlines         | 13      | 19      |
| Australia (bandiera)    | Jetstar                   | 3       |         |
| Stati Uniti (bandiera)  | Midwest Airlines          | 25      |         |
| Irlanda (bandiera)      | Pembroke Capital          | 12      |         |
| Australia (bandiera)    | QantasLink                | 23      |         |
| Spagna (bandiera)       | Quantum Air               | 3       |         |
| Turkmenistan (bandiera) | Turkmenhowayollary Agency | 7       |         |
| Stati Uniti (bandiera)  | TWA                       | 24      |         |
| TOTALE                  | TOTALE                    | 155     | 107     |

## Timeline e grafico
|          |      | 1995 | 1996 | 1997 | 1998 | 1999 | 2000 | 2001 | 2002 | 2003 | 2004 | 2005 | 2006 | Totale |
| -------- | ---- | ---- | ---- | ---- | ---- | ---- | ---- | ---- | ---- | ---- | ---- | ---- | ---- | ------ |
| Ordini   | B717 | 42   | –    | –    | 41   | –    | 21   | 3    | 32   | 8    | 8    | –    | –    | 155    |
| Consegne | B717 | –    | –    | –    | –    | 12   | 32   | 49   | 20   | 12   | 12   | 13   | 5    | 155    |

     Ordini
     Consegne

## Configurazioni di bordo
Legenda tabella:
- F: prima classe.
- B: business class.
- E+: premium economy class.
- E: economy class.

| Compagnia aerea   | 717-200 | 717-200 | 717-200 | 717-200 | Totale posti |
| Compagnia aerea   | F       | B       | E+      | E       | Totale posti |
| ----------------- | ------- | ------- | ------- | ------- | ------------ |
| Delta Air Lines   | 12      | –       | 20      | 78      | 110          |
| Hawaiian Airlines | 8       |         | –       | 120     | 128          |
| Qantaslink        | – –     | 12 –    | – –     | 98 125  | 110 125      |
| Volotea           | –       | –       | –       | 125     | 125          |